# Pavel Banja
Pavel Banja (bulgariska: Павел Баня) är en ort i Bulgarien.   Den ligger i kommunen Obsjtina Pavel Banja och regionen Stara Zagora, i den centrala delen av landet, 150 km öster om huvudstaden Sofia. Pavel Banja ligger 411 meter över havet och antalet invånare är 3 212.
Terrängen runt Pavel Banja är kuperad västerut, men österut är den platt. Närmaste större samhälle är Kazanlăk, 16,4 km öster om Pavel Banja.
I omgivningarna runt Pavel Banja växer i huvudsak blandskog. Runt Pavel Banja är det ganska tätbefolkat, med 58 invånare per kvadratkilometer.